# 阿博特史密斯冰川
53°6′S 73°24′E / 53.100°S 73.400°E
阿博特史密斯冰川（英語：Abbotsmith Glacier），是南極洲的冰川，位於澳大利亞海外領地赫德島西部，處於沃爾什海崖和亨德森海崖之間，流經大本山西坡，在1948年由澳大利亞探險隊測量。